# Walkie-talkie (Apple)
Walkie-talkie è una applicazione sviluppata da Apple disponibile su Apple Watch dalla quinta versione di WatchOS. L'app permette di conversare in modo sintetico con altri utenti che possiedono un Apple Watch proprio come un vero Walkie Talkie. 
L'app si basa sul sistema FaceTime presente su iOS pertanto Walkie Talkie non può essere utilizzato se tale servizio non è attivo.